# فهرست فرمانروایان بیتینیا
فهرست فرمانروایان بیتینیا شامل شاهان و حکامی است که بر سرزمین بیتینیا واقع در شمال غربی آناتولی فرمان می‌راندند.

## حکام
- دیودالسس (۴۳۵ قبل از میلاد)
- بوتیراس (۳۷۶ ق. م.)
- باس (۳۷۶-۳۲۶ ق. م.)
- زیپوتس اول (۳۲۶-۲۹۷ ق. م.)

## شاهان
- زیپوتس اول (۲۹۷-۲۷۸ ق. م.)
- زیپوتس دوم (۲۷۸-۲۷۶ ق. م.)
- نیکومدس اول (۲۷۶-۲۵۵ ق. م.)
- ایتازتا (نایب السلطنه) (۲۵۵-۲۵۴ ق. م.)
- زیالس (۲۵۴-۲۲۸ ق. م.)
- پروسیاس اول (۲۲۸-۱۸۲ ق. م.)
- پروسیاس دوم (۱۸۲-۱۴۹ ق. م.)
- نیکومدس دوم (۱۴۹-۱۲۷ ق. م.)
- نیکومدس سوم (۱۲۷-۹۴ ق. م.)
- نیکومدس چهارم (۹۴-۷۴ ق. م.)
- سوکراتس (در ۹۰ ق. م. به مدت کوتاهی حکومت کرد.)